# John Pfahl
John Pfahl (17. února 1939 New York – 15. dubna 2020 Buffalo) byl americký fotograf.

## Životopis
Pfahl se narodil v New Yorku a vyrostl ve Wanaque v New Jersey. Je známý svými fotografiemi krajiny, obzvláště známá je jeho série Altered Landscapes z roku 1974. Na umělecké škole Syracuse University získal titutul BFA a svůj magisterský titul na Syracuse University, obor Komunikace. Od roku 1968 do roku 1983 vyučoval na Rochesterském technologickém institutu v Rochesteru v New Yorku. Později byl profesorem na University of New Mexico v Albuquerque. V roce 2012 vyučoval na University at Buffalo.

## Publikace
- Spolu s Rebeccou Solnit: Extreme Horticulture. London: Frances Lincoln, 2003. ISBN 978-0711220126.

## Sbírky
Pfahlova díla jsou součástí následujících stálých sbírkách:
- Umělecký institut v Chicagu
- George Eastman House mezinárodní muzeum fotografie
- Clevelandské muzeum umění
- Muzeum současného umění, Los Angeles[3]